# Long Phú (huyện)
Long Phú là một huyện cũ thuộc tỉnh Sóc Trăng cũ, Việt Nam.

## Địa lý
Huyện Long Phú nằm ở phía đông tỉnh Sóc Trăng, cách thành phố Sóc Trăng 15 km về hướng đông, có vị trí địa lý:
- Phía đông giáp huyện Cù Lao Dung và huyện Cầu Kè, tỉnh Trà Vinh với ranh giới tự nhiên là sông Hậu
- Phía tây giáp thành phố Sóc Trăng và huyện Châu Thành
- Phía nam giáp huyện Trần Đề
- Phía bắc giáp huyện Kế Sách.

## Hành chính
Huyện Long Phú có 11 đơn vị hành chính cấp xã trực thuộc, bao gồm 2 thị trấn: Long Phú (huyện lỵ), Đại Ngãi và 9 xã: Châu Khánh, Hậu Thạnh, Long Đức, Long Phú, Phú Hữu, Song Phụng, Tân Hưng, Tân Thạnh, Trường Khánh.
Bản đồ hành chính huyện Long Phú, tỉnh Sóc Trăng

## Lịch sử